# Gamasiphis macrorbis
Gamasiphis macrorbis är en spindeldjursart som beskrevs av Wolfgang Karg 1993. Gamasiphis macrorbis ingår i släktet Gamasiphis och familjen Ologamasidae. Inga underarter finns listade i Catalogue of Life.